# Karl Ludwig d’Elsa

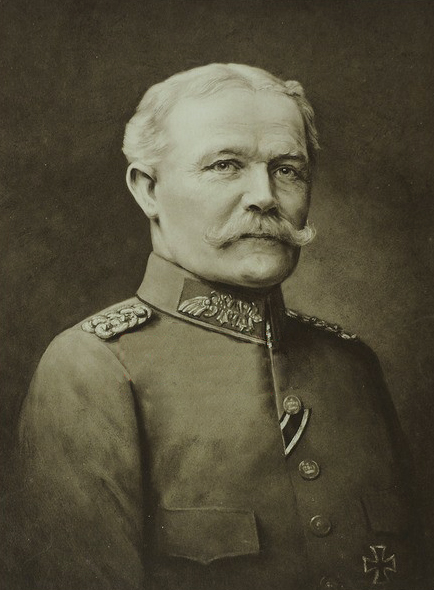
Karl Ludwig d’Elsa

Karl Ludwig d’Elsa (* 1. September 1849 in Dresden; † 20. Juli 1922 in Tannenfeld) war ein sächsischer Generaloberst im Ersten Weltkrieg.

## Leben

### Militärkarriere
Elsa trat Ostern 1864 in das Kadettenkorps ein und wurde am 1. April 1869 als Fähnrich dem 2. Grenadier-Regiment der Sächsischen Armee überwiesen. Von Oktober 1869 bis April 1870 kommandierte man ihn zur Kriegsschule Erfurt und beförderte ihn am 29. Juli 1870 zum Sekondeleutnant. Als solcher wurde er dann ab 1. September 1870 als Adjutant des I. Bataillons verwendet, mit dem er am Deutsch-Französischen Krieg teilnahm. Er nahm an den Schlachten von St. Privat, Beaumont und Sedan, der Belagerung von Paris und den Gefechten bei Verdun und Houart teil.
Nach Beendigung des Krieges absolvierte Elsa zur weiteren Ausbildung vom 1. Oktober 1871 bis 1. März 1872 die Militär-Reit-Anstalt Dresden. In seinem Stammregiment war er vom 24. Juni 1873 bis 17. April 1875 Regimentsadjutant und kam dann zur 1. Infanterie-Brigade Nr. 45. 1874 folgte die Beförderung zum Oberleutnant. Von 1878 bis 1881 wurde er als Kompagnieführer in das Kadettenkorps abkommandiert. Am 1. April 1881 wurde er zum Hauptmann befördert und Chef der 2. Kompagnie des Leib-Grenadier-Regiment. Zwei Jahre später erhielt er das Kommando über die 1. Kompagnie. 1887 wurde Elsa Adjutant des Generalstabes und in dieser Stellung 1889 zum Major befördert. 1892 wurde er Kommandeur des 2. Jäger-Bataillons Nr. 13. 1893 wurde er Oberstleutnant und 1895 kam er als Abteilungschef ins Kriegsministerium.
Nachdem Elsa 1896 zum Oberst befördert worden war, kommandierte er das Leib-Grenadier-Regiment, danach führte er als Generalmajor die 4. Infanterie-Brigade Nr. 48 (1900/02) und die 6. Infanterie-Brigade Nr. 64 (1902/04). Ab 4. September 1902 war Elsa diensttuender General à la suite des sächsischen Königs Georg und mit seiner Beförderung zum Generalleutnant am 23. April 1904 diensttuender Generaladjutant. Vom 19. Juni 1904 bis 10. Juli 1910 fungierte Elsa als Kommandeur der 2. Division Nr. 24, wurde zwischenzeitlich am 11. April 1908 General der Infanterie und im Anschluss als Offizier von der Armee kurzzeitig zur Verfügung gestellt. Elsa erhielt am 26. September 1910 die Ernennung zum Kommandierenden General des XII. (I. Königlich Sächsisches) Armee-Korps.
Dieses führte er nach Ausbruch des Ersten Weltkriegs bis Mitte April 1916. Man ernannte ihn am 15. April 1916 zum Oberbefehlshaber der Armeeabteilung Falkenhausen, die kurz darauf in Armeeabteilung A umbenannt wurde und in Lothringen zum Einsatz kam. Am 2. Januar 1917 löste man Elsa von seinem Posten ab, versetzt ihn zu den Offizieren von der Armee und stellte ihn ab 13. Februar 1917 zur Disposition. Bis Kriegsende verblieb er ohne weitere Verwendung, erhielt jedoch am 23. Januar 1918 den Charakter als Generaloberst verliehen. d’Elsa wurde am 21. Januar 1920 zu den verabschiedeten Offizieren überführt und in den Ruhestand versetzt.
Von 1918 bis 1922 war Elsa Präsident des sächsischen Kriegerbundes.

### Familie
Elsa hatte sich am 8. Oktober 1875 in Dresden mit Margarethe Andrée (1853–1888) verheiratet. Nach ihrem Tod ehelichte er am 6. Juni 1891 Charlotte von Stieglitz (1866–1947), Tochter des sächsischen Generalleutnants Thuisko von Stieglitz. Aus den Ehen gingen der Sohn Walther (1877–1914), der als sächsischer Hauptmann während des Ersten Weltkriegs bei Dinant fiel, sowie die Töchter Elisabeth (1879–1952) und Priska (1895–1963) hervor.

## Auszeichnungen
- Großkreuz des Sächsischen Verdienstordens[2]
- Großkreuz des Albrechts-Ordens mit Schwertern am Ringe[2]
- Sächsisches Dienstauszeichnungskreuz[2]
- Bayerischer Militärverdienstorden I. Klasse[2]
- Großoffizier des Belgischen Leopoldsordens[2]
- Kommandeur des Ordens der aufgehenden Sonne[2]
- Kommandeur des Ordens des Heiligen Schatzes[2]
- Orden der Eisernen Krone II. Klasse[2]
- Großkreuz des Franz-Joseph-Ordens[2]
- Großkreuz des Roten Adlerordens[2]
- Preußischer Kronenorden I. Klasse[2]
- Eisernes Kreuz (1870) II. Klasse[2]
- Reußisches Ehrenkreuz I. Klasse[2]
- Großkreuz des Hausordens vom Weißen Falken[2]
- Großkreuz des Herzoglich Sachsen-Ernestinischen Hausordens[2]
- Orden der siamesischen Krone II. Klasse[2]
- Spanischer Militär-Verdienstorden IV. Klasse[2]
- Komtur mit Stern des Ordens der Württembergischen Krone[2]
- Komtur II. Klasse des Militär-St.-Heinrichs-Ordens am 3. Mai 1915[3]
- Pour le Mérite am 1. September 1916